# 동해
동해(東海, 영어: East Sea)는 아시아의 동북부에 위치한 태평양의 연해이다. 조선민주주의인민공화국에서는 조선동해(朝鮮東海)로 부르고, 일본에서는 일본해(일본어: 日本海 니혼카이[*], 영어: Sea of Japan)로 부른다. 동쪽으로 일본의 도호쿠 지방, 홋카이도와 러시아의 사할린섬, 서쪽으로 한반도의 동해안 전체, 제주특별자치도, 남쪽으로 일본의 혼슈, 북쪽으로는 러시아의 프리모르스키 변경주에 둘러싸여 있다. 대한민국에서 일컫는 남해의 동쪽 해역도 지리구분 상 동해의 일부에 해당한다.

## 지리
동해는 해협을 통해 다른 해양으로 연결되는 반폐쇄성 해역이다. 대부분의 해안은 해안선이 복잡하지 않고 거의 곧게 뻗어 있으나, 남해안 은 리아스식 해안으로 해안선이 복잡하고 섬이 많다. 수심이 깊고 대륙붕이 발달되어 있다. 가끔 용오름이 관측되기도 하며 돌고래 등이 관측된다. 오래 전에는 호수였던 것이 기온이 올라감에 따라 해수면 상승에 의해 현재의 바다가 되었다.
남북의 길이는 약 1,700km이고 동서 최대 너비는 약 1,110km이며, 넓이는 약 1,007,300 km2이다.

### 섬
- 대한민국: 가덕도, 오륙도, 울릉도, 영도, 제주도, 독도 등
- 러시아: 루스키섬 등
- 일본: 레분섬, 리시리섬, 사도가섬, 오쿠시리섬, 다케시마섬, 오키 제도 등

### 만
- 한국: 동조선만, 마산만, 수영만, 영일만, 진해만
- 러시아: 표트르대제만
- 일본: 와카사만, 이시카리만, 도야마만

### 해협
| 해협          | 위치                               | 잇는 바다         |
| ------------- | ---------------------------------- | ----------------- |
| 대한해협      | 한반도와 규슈 사이                 | 동해 - 동중국해   |
| 제주해협      | 한반도와 제주도 사이               | 동해 - 황해       |
| 간몬 해협     | 혼슈와 규슈 사이                   | 동해 - 세토 내해  |
| 쓰가루 해협   | 홋카이도와 혼슈 사이               | 동해 - 태평양     |
| 라페루즈 해협 | 홋카이도와 사할린섬 사이           | 동해 - 오호츠크해 |
| 타타르 해협   | 러시아의 극동 본토와 사할린섬 사이 | 동해 - 오호츠크해 |

### 동해로 흐르는 강
- 조선민주주의인민공화국: 두만강, 성천강, 용흥강 등
- 대한민국: 낙동강, 태화강, 형산강, 남대천, 오십천, 외황강, 회야강 등
- 러시아: 아무르강(黑龍江, 헤이룽강)
- 일본: 모가미강, 시나노강(信濃川), 아가노강, 이시카리강(石狩川) 등

## 형성 과정
동해는 유라시아 판으로부터 일본이 분리되면서 열리게 된 해양지각으로 신생대 고제3기 올리고세부터 신제3기 마이오세 중반에 형성되었다. 구체적으로 후기 올리고세에서 마이오세까지 단층 운동에 의한 지각의 신장(伸長)과 후열도 분지의 형성을 통해 확장되었으며, 중기 마이오세 이후 닫히기 시작하여 한반도와 대륙 주변부에 융기를 일으켰으며 동시에 동해의 응력권이 신장에서 압축으로 바뀌었다. 대륙 열개는 동해안에서 떨어진 울릉분지 내에서는 정단층을 발달시켰고, 분지 주변부에서는 판경계로부터 유도되는 압축응력에 의해 주향 이동 단층이나 역단층을 생성했다. 울릉분지 남부는 국부적인 압축력의 결과로 마이오세 후기 돌고래 구조를 따라 융기와 스러스트 단층이 발달한다.
동해의 형성을 설명하기 위한 다양한 모델이 제시된 바 있다. 가장 많이 인용된 모델은 부채꼴 확장 모델 (fan-shaped opening model) (e.g.，Otofuji et al., 1999)과 당겨열림 모델 (pull-apart opening model) (e.g., Jolivet et al., 1994)이다. 부채꼴 확장 모델에서는 신생대 마이오세 초기부터 북동 및 남서 일본 열도가 각각 반시계방향 및시계방향으로 회전하여 아시아대륙으로부터 떨어져 나감으로써 동해가 형성되었다고 제시한다. 이에 반해 당겨열림 모델에서는 고제3기 올리고세 후기부터 신제3기 마이오세 중기까지 일본열도가 동해의 오른쪽과 왼쪽에 있는 우수주향단층을 따라 남쪽으로 병진하여 동해가 열렸다고 제시한다.

최근 한국해양과학기술원에서 한반도 주변부에서 탄성파 탐사를 수행하여 리프팅과 지각의 분리를 해석한 결과에 따르면 남서일본열도가 올리고세 말기부터 한반도의 북쪽 주변부에서 떨어져 나간 후 올리고세 최후기 내지 마이오세 초기에 시계방향으로 회전하면서 떨어져 나감으로써 동해가 형성되었음을 제시하였다 (Kim etal.，2007). 현재 동해에서 발생하는 지진들은 후포 단층과 같이 신생대에 일어난 후배호(back-arc) 리프팅(rifting) 당시 형성된 단층 혹은 지각분리선을 따라 발생함을 알 수 있다.— 한반도 주변해역 해저단층분포도 제작을 위한 기획연구

## 해양

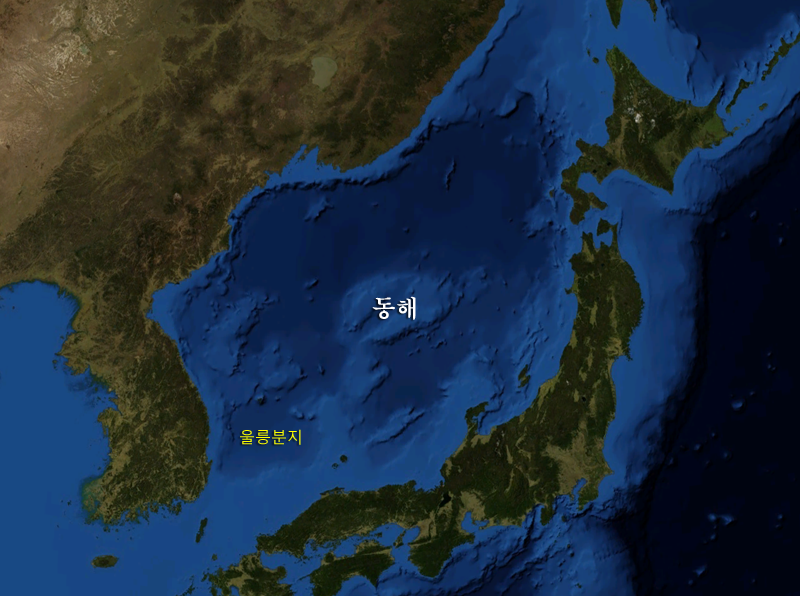
해저 지형

### 해류
쿠로시오 해류로부터 기원되는 쓰시마 해류는 북서태평양의 고온ㆍ고염의 해수를 대한해협을 통해 동해로 수송하며, 쓰시마 난류에 의해 동해로 운반된 쓰시마 난류수는 동해 남부 해역의 상층을 점유한다. 동해로 유입된 쓰시마 난류는 동해의 상층부 순환에 큰 영향을 미치며, 동해의 극전선 남쪽에서 북동쪽으로 흐른다. 쓰시마 난류 전체 수송량의 약 70%는 쓰가루 해협을 통하여 북태평양으로 유출되고 나머지는 라페루즈 해협을 통하여 오호츠크해로 유출되며 일부는 동해 내에서 재순환한다.
쓰시마 난류는 동해로 유입된 후 한국의 동해안을 따라 북상하는 동한난류와 일본 연안을 따라 동해의 출구인 쓰가루 해협 쪽으로 흐르는 내측 지류로 크게 나뉜다. 동한난류는 대한해협을 통해 유입되는 쓰시마 난류의 한 분지로 한국 동해안을 따라 연안 가까이에서 북상하다가 북위 36°~38°에서 그 방향을 동쪽으로 바꿔 육상으로부터 멀어져 간다.
동해 북쪽의 반시계 방향 순환은 러시아와 북한 연안을 따라 남하하는 리만 해류와 북한한류가 주 해류이다.
해협을 통해 인접 해역과 연결되어 있으나 해협의 수심은 200m 미만으로 동해 전체 해수의 약 10% 정도인 표층수만이 인접 해역과 교환되고 대부분의 중ㆍ저층수는 동해 내에서 형성, 순환, 변형되는 과정을 거친다.

### 해저 지형
동해는 3,000m 이상의 심해부(深海部)는 약 30만km2이며, 평균 수심은 1,684m이고, 가장 깊은 곳은 북동쪽 오쿠시리 섬 부근의 3,762m이다. 대륙붕은 약 21만km2로 전체 넓이의 약 1/5정도이다. 전체적으로 볼 때 동부보다 서부가 깊고 남부보다 북부가 깊다. 해저 지형은 북위 40°선을 기준으로 북부가 단순하고 남부는 복잡하다.
동해 북부에 수심이 3,000m가 넘는 일본분지가 놓여 있고, 남부에는 대화퇴를 중심으로 동쪽에 야마토 분지(수심 2,500m 이상), 그리고 서쪽에 울릉분지(수심 2,000m 이상)가 위치한다.

## 자원

동해에 위치한 한 등대

### 수산물
북위 40° 부근에서 동한난류와 북한한류가 만나 조경을 이루어 좋은 어장을 형성한다. 난류의 영향으로는 오징어, 한류의 영향으로는 대게가 유명하다. 그 밖에 중요한 어종으로 연어, 명태, 청어, 대구, 아귀, 숭어, 농어, 도루묵, 쥐치, 까치복, 가자미, 꽁치, 멸치, 방어, 정어리, 붕장어, 볼락, 고등어, 전어 등이 있다.

### 가스 하이드레이트
동해는 2007년 11월 세계에서 다섯 번째로 심해저 가스 하이드레이트의 대규모 부존이 확인된 곳이다. 동해 울릉분지를 비롯한 심해저에는 가스하이드레이트가 약 6억ｔ이상 매장되어 있는 것으로 예상하고 있다.

### 해양 심층수
해양심층수는 태양광이 도달하지 않는 수심 200m 아래의 깊은 바다에 존재하며 해류를 따라 자연적으로 순환ㆍ재생되고 있는 천연의 수자원이다. 연중 안정된 저온성을 유지하고 표층의 바닷물과 섞이지 않아 청정하면서도 무기물을 풍부하게 함유하고 있는데 동해에는 이런 양질의 해양심층수가 형성돼 있다.

## 명칭 문제

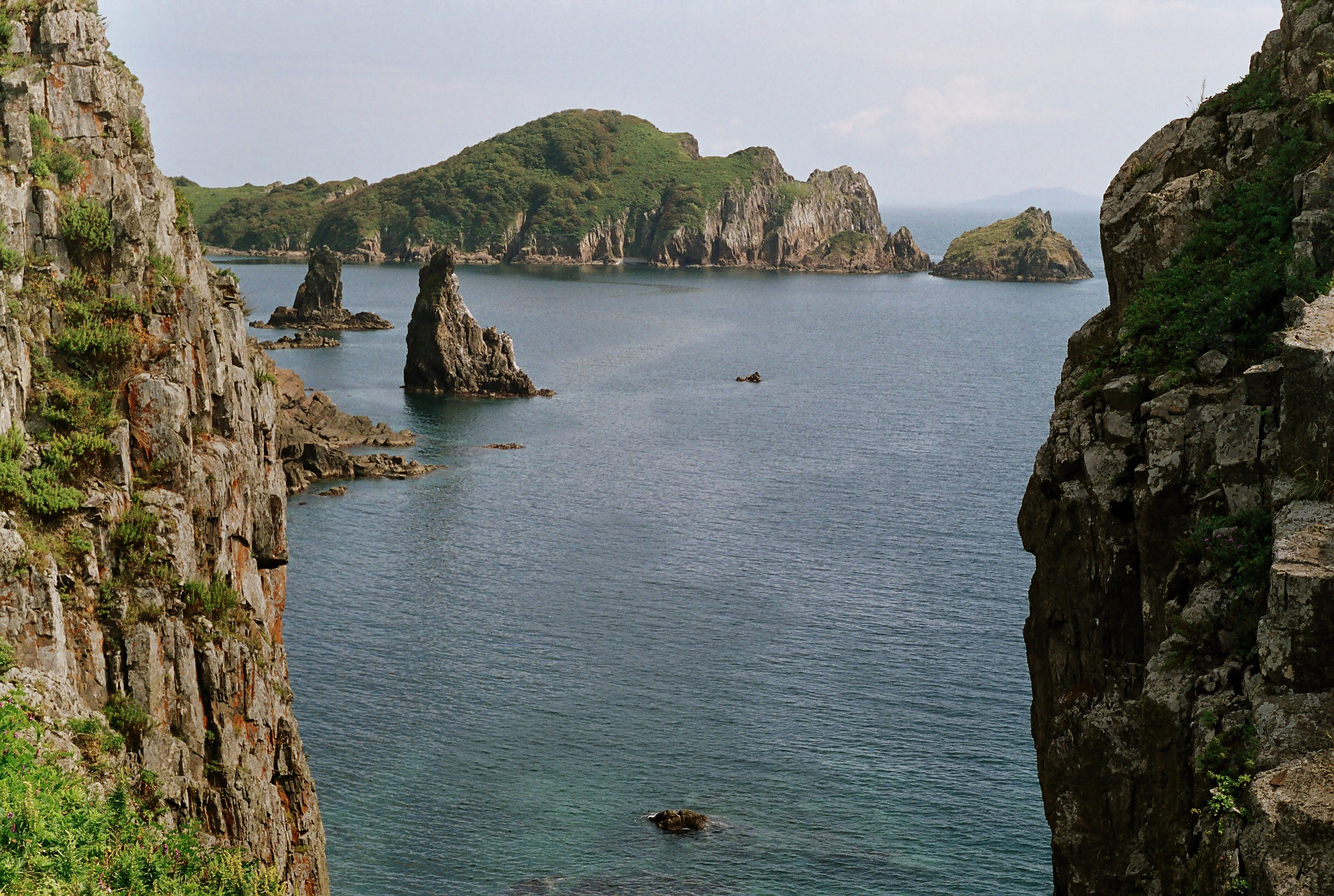
동해와 접한 러시아 프리모르스키 변경주의 시비랴코프섬

한국에서는 역사적으로는 ‘경해(鯨海ㅡ 고래바다)’가 가장 먼저 나온다. 그 뒤 대한 제국 말기에 ‘동해’, ‘창해’(滄海) 등으로 불렸으며, 16세기에 들어서 서양에 의한 동양 탐험이 본격적으로 이루어지면서 이후 제작된 서양의 세계지도에는 ‘한국해’, ‘조선해’, ‘동양해’, ‘일본해’ 등의 다양한 이름으로 표기되었는데, 서양의 발견 초기이던 이 시기에는 ‘한국해’라는 명칭이 자주 사용되었다. 발견 초기에는 동해를 한국해(MER DE COREE)라고 표기하기도 했다. 해당 지도의 명칭은 CARTE DES LSLES Du JAPON (일본, 에죠 또는 주변제국도·日本.蝦夷及周邊諸國圖)로, 1735년 제작됐고 제작자는 프랑스인 벨링(J.n.Bellin·1703~72)이다. 프랑스 해군장교로 동양해상을 전공한 지도작성 담당이었다.
이후 18세기 말부터 19세기 초에 걸쳐 ‘일본해’라는 호칭이 유럽에서 널리 사용되게 되었으며, 이후 일본에서도 일본해라는 명칭이 사용되었다. 일본고지도인 <대일본사신전도>. 한국의 동해에 해당하는 부분에는 '조선해' 일본 쪽은 '일본서해', 남쪽에는 '일본남해', 동쪽은 '대일본동해'라고 적혀 있다. 지도를 그린 에도시대 화가의 하시모토 쿄쿠란사이는 북해도 동해 연안을 답사하면서 1869년 10월 명치 신정부가 허가한 지도(官許)를 그렸다.
1929년에 국제수로기구(IHO)의 《해양과 바다의 경계》 제1판에서는 ‘일본해’ 이름이 사용되었다. 가장 최근에 나온 《해양과 바다의 경계》는 1953년 발간된 제3판이며, 여기에도 일본해로 단독 표기되어 있다. 1957년 국제수로기구에 가입한 대한민국은 1992년 이후 국제수로기구 회의와 유엔의 관련 회의 등 국제회의에서 ‘일본해’란 명칭에 이의를 제기해, 이에 대한 변경을 요구하고 있다.

## 환경 문제
1966년~1991년 구 소련이 동해 상에 핵폐기물을 투기한 행위가 확인되어 국제적인 물의를 빚었다.
대한민국 정부는 1988년부터 쓰레기 해양 투기를 허용했는데, 배출 비용이 싸다는 점이 큰 이유였다. 1991년부터 2007년까지 17년간 동해에 투기된 폐기물 총량은 20t 트럭 117만여대 분량인 2352만3000t이라고 한다. 이 중에는 생태계에 치명적인 카드뮴, 납과 같은 중금속이 상당량 포함되어 있어 환경 문제가 제기되고 있다.

## 같이 보기
- 동해의 이름에 대한 분쟁
- 황해
- 울릉도
- 독도
- 울릉분지